# Fred T. Jane
John Fredrick Thomas Jane, bekannt unter seinem Pseudonym Fred T. Jane (* 6. August 1865 in Richmond, Surrey, England; † 8. März 1916) war ein britischer Seekriegshistoriker.

## Leben
Bereits als Teenager interessierte sich Jane für die Schifffahrt und skizzierte viele Kriegsschiffe. Im Jahr 1889 erhielt er von einem Magazin den Auftrag, über die Spithead Review of the Royal Navy, eine Flotteninspektion in Spithead, zu berichten.
Im Jahr 1898 gründete Jane die Jane’s Information Group. Die bis heute in diesem Verlag erscheinenden Nachschlagewerke „All the World's Fighting Ships“ für Kriegsschiffe und „All the World's Air-ships“ für Luftfahrzeuge gelten mittlerweile als Nachschlagewerke.
Jane war auch politisch aktiv und ein starker Gegner der Liberalen. Als 1910 der links-liberale Kandidat Edward Hemmerde zur Wahl nominiert wurde, fasste Jane den Entschluss, die Wahlkampagne zu stören. Am Bahnhof empfing er Winston Churchill, der zur Unterstützung Hemmerdes eine Rede halten wollte. Statt Churchill zum vereinbarten Veranstaltungsort zu fahren, brachte er ihn aufs Land, wodurch Churchill am Abhalten seiner Rede gehindert wurde.

## Bibliographie
Belletristik
- Blake of the "Rattlesnake": or, The Man Who Saved England: A Story of Torpedo Warfare in 189– (1895)
- The Incubated Girl (1896)
- To Venus in Five Seconds: Being an Account of the Strange Disappearance of Thomas Plummer, Pillmaker (1897)
- The Violet Flame: A Story of Armageddon and After (1899)

Weitergeführte Publikationen
- Jane’s Fighting Ships. David & Charles PLC, 1970, ISBN 0-7153-4715-2.
- Jane’s All the World’s Aircraft. David & Charles PLC, 1969, ISBN 0-7153-4388-2.
- British Battle Fleet. Tri-Service P, 1990, ISBN 1-85488-037-3.
- How to Play the "Naval War Game". Verlag Bill Leeson, 1990, ISBN 1-870341-08-2.
- The Imperial Russian Navy (Conway’s Naval History After 1850). Conway Maritime, 1983, ISBN 0-85177-295-1.